# 4925 Чжоушань
4925 Чжоушань (4925 Zhoushan) — астероїд головного поясу, відкритий 3 грудня 1981 року.
Тіссеранів параметр щодо Юпітера — 3,175.
Названо на честь китайського міста-префектури Чжоушань (кит.: 舟山), що у провінції Чжецзян.